# Blood Lad
Blood Lad (яп. ブラッド ラッド Бураддо Раддо, «Кровавый парень») — манга, автором которой является Юки Кодама. Впервые начала публиковаться издательством Kadokawa Shoten в журнале Young Ace с 2009 года. В 2011 году студией Brain's Base анонсировался выход сериала, основанный на сюжете манги, но выпуск перенесли на 2013 год. Манга была лицензирована на территории США компанией Yen Press, в Германии компанией Tokyopop Germany, во Франции компанией Kurokawa и на территории Тайваня компанией Kadokawa Media.

## Медиа
Впервые информация о манге появилась на официальном сайте новеллы о Suzumiya Haruhi no Kyōgaku, здесь были опубликованы картинки будущего выпуска журнала Young Ace на июнь, где были продемонстрированы изображения манги авторства Юки Кодамы, и там же было указано, что по манге будет вероятно создана аниме-адаптация. Манга начала публиковаться в журнале в 2009 году. Позже, в июльском выпуске журнала было официально подтверждено о выпуске аниме-сериала. Однако вскоре с сайта журнала была убрана информация о экранизации и до 2012 года не поступало никакой официальной информации относительно аниме. По данным издательства Kadokawa на сентябрь 2012 года, манга Blood Lad заняла 31 место в рейтинге самой продаваемой манги в Японии, продав за неделю 30,600 копий. По данным на май 2011 года было продано свыше 800 000 копий манги. По данным New York Times на декабрь 2012 года, на территории США манга Blood Lad, опубликованная издательством Yen Press, стала мангой-бестселлером, заняв второе место после манги Maximum Ride и опередив Наруто, она сохраняла свою позицию вплоть до середины января 2013 года, сместившись на 4 место. Средняя стоимость тома манги составляет $18.99. В 2012 году появилась официальная информация, что выпуск экранизации состоится в январе 2013 года. 30 марта стал доступен официально трейлер аниме-сериала. 8 июля вышла первая серия. К настоящему времени выпущен первый сезон аниме-сериала, состоящий из 10 серий. Сведений о продолжении сериала пока нет.

## Сюжет
Где-то, глубоко в недрах земли, существует ад, разделённый на многие секторы. Там обитают демоны и все прочие твари, которые известны человеку. В огромном городе-призраке орудуют дьявольские банды и начальник одной из них — Стаз  — вампир, который из принципа не питается человеческой кровью, но помешан на современной японской культуре (игры, аниме, манга, японская техника и прочее). Внезапно в городе появляется человеческая девушка из Японии — Фуюми Янаги. Стаз, преисполненный счастья, что увидит воочию человека и представителя Японии, доставляет девушку к себе, но стоило ему на момент отвлечься, как Фуюми пожирает растение-монстр. От девушки остаётся одна черепушка, которую Стаз кладёт на игровую приставку, а сама Фуюми вдруг появляется голой, но уже как привидение. Теперь главная цель вампира и новоиспечённой девушки-привидения  — любыми способами воскресить Фуюми, пройдя для этого нелёгкий путь.

## Список персонажей
Стаз Чарли Блад (яп. ブラッド・チャーリー・スタズ Бураддо Тя:ри: Сутадзу)
Начальник восточного сектора ада, когда-то сбежал ребёнком из благородного поместья вампиров. Зарекомендовал себя как жестокий вампир, пьющий человеческую кровь, но на самом деле обыкновенный отаку, помешанный на японской современной культуре (например играх, манге, аниме), да и всей современной моде. Когда речь заходит о новых вещах или колдовстве, Стаз использует мангу в качестве инструкции, не зная её истинного предназначения. С первого взгляда кажется, будто Стаз влюбляется в Фуюми, но позже выясняется, что он испытывает влечение к её крови. Но Фуюми умирает и превращается в призрака, и теперь главная цель Стаза — вернуть Фуюми к жизни, чтобы испить её крови, и он становится её хранителем. В сердце Стаза заключена пуля, оставленная его старшим братом Бразом, так как сила молодого Стаза была настолько велика, что могла разрушить его тело. Позже Браз вытаскивает пулю из сердца Стаза, и он становится в десятки раз сильнее.
Сэйю: Рёта Осака
Фуюми Янаги (яп. 柳 冬実 Янаги Фуюми)
Японская школьница, которая по непонятным причинам попала в мир демонов. Практически сразу её съедает плотоядное растение, а сама девушка превращается в привидение. Она желает обратно стать человеком и начинает сопровождать Стаза. До начала событий жила со своим отцом. Была вынуждена навсегда покинуть мир людей, так как не обладает достаточной духовной энергией, чтобы там существовать. Фуюми находится в стадии превращения в демона и для того, чтобы не исчезнуть, периодически потребляет капли крови, которые даёт ей Стаз. А так как призрак обращается в тот вид демона, от которого получил больше всего энергии, по наибольшей вероятности Фуюми превратится в вампира, если не воскреснет. После встречи с младшей сестрой Стаза быстро подружилась с ней.
Сэйю: Иори Номидзу
Бель Хайдель (яп. ハイドラ ベル Хайдора Бэру)
Ведьма, которая в поисках сокровищ может путешествовать между измерениями, используя особые приспособления. Она охотится на вора, который украл её чёрный занавес и хочет сделать его своим мужем. Сначала она думала, что вором является Стаз, и долгое время шантажировала его на деньги, но она позже узнаёт, что вор уже умер, но всё равно влюбляется в Стаза. Позже по её просьбе (не преднамеренно) он демонстрирует свою полную силу. Периодически появляется, чтобы помочь главным героям, однако действует всегда ради своей выгоды. Позже выясняется, что её мать и мать Фуюми были двойниками из параллельных миров и при случайной встрече слились в одну сущность, и поэтому де-факто Бель является сестрой Фуюми.
Сэйю: Сара Эми Бридкатт
Волк (яп. ウルフ Уруфу)
Оборотень, который контролирует западный сектор ада. Лучший друг и соратник Стаза, в то же время и завидует его превосходству. Влюбляется в Фуюми с первого взгляда, при девушках начинает мило себя вести. Он полу-оборотень и поэтому может частично превращаться в волка, а при полной трансформации может держать форму не более 5 минут. Из-за того, что он ребёнок оборотня и простого демона низшего класса, после рождения был выкинут из поместья и ведёт агрессивную политику в мире демонов, завоевав практически весь запад, чтобы доказать свою силу сородичам. Он также первый, кто встретил маленького Стаза, сбежавшего из поместья, и в тот день победил его.
Сэйю: Такума Тэрасима
Браз Д. Блад (яп. ブラッド・D・ブラッズ Бураддо Ди Бураддзу)
Старший брат Стаза. Он благородный вампир, одевается как аристократ и обладает большой властью в поместье. Стаз ненавидит его и был уверен, что при встрече Браз попытается убить его. Когда-то давно обучал маленького Стаза, но, увидев, насколько огромна и разрушительна его сила, выстрелил пулей в его сердце, тем самым запечатав силу. Когда Стаз вернулся в поместье, Браз не держал злобу на брата, в отличие от младшей сестры, и даже, наоборот, позже стал помогать ему, показав, что искренне любит брата. Браз также вынул пулю из сердца Стаза, решив, что он уже вырос и может отныне контролировать свою силу. Обладает уникальной способностью управлять своей вытекшей кровью и материализовывать её в разные объекты, например в острые лезвия.
Сэйю: Рёхэй Кимура
Лиз Т. Блад (яп. ブラッド・T・リズ Бураддо Ти Ридзу)
Младшая сестра Стаза, часто носит маску на лице. Она — надзирательница тюрьмы поместья вампиров и без колебаний заключает туда Стаза. Ненавидит его, так как, по её мнению, он опозорил клан, сбежав из поместья, но позже выясняется, что ненависть — это результат сильной ревности ко Стазу, так как Браз уделял ему много внимания; когда Стаз исчез, она надеялась, что Браз станет проводить больше с ней времени, но этого не произошло. Позже её отношение к Стазу становится теплее, она быстро подружилась с Фуюми.
Сэйю: Юка Нанри
Сатти (яп. サティ Сати)
Знакомая Стаза. Она работает в ресторане, где много времени проводит Стаз со своими друзьями. Очень спокойная и редко показывает признаки эмоций на лице. Обладает третьим глазом, который может предвидеть будущее и тайны. Рядом с ней находится демон-зверёк по имени Мамэдзиру, который обладает теми же способностями, что и Сатти, и тоже имеет третий глаз.
Дэку (яп. デク Дэку)
Правая рука Стаза. Он его верный подчинённый и относится к нему как к хорошему другу. Очень доброжелателен. Был против того, чтобы Стаз отправлялся в мир людей, так как это могло бы привести к хаосу в восточном секторе ада.
Сэйю: Таити Комэсу
Акиму Папладон (яп. パップラドン・アキム Паппурадон Акиму)
Искусственный демон под номером 9, созданный из останков частей разных демонов в лабораторных условиях. После пробуждения считал своё тело ещё несовершенным и, сбежав, начал убивать всех подряд, чтобы забирать их органы, совершенствуя себя. После этого Акиму становится невероятно сильным и одерживает победу над Волком, однако терпит поражение от Стаза, который пробудил в себе полную силу, но выживает после этого. Намеревается стать сильнейшим демоном в мире.
Сэйю: Кодзи Юса
Бэрос (яп. ベロス Бэросу)
Представительница дворцовой полиции. Находится на службе у короля, выполняя ту же функцию, что и Лиз: доставку преступников в тюрьму. По приказу короля приводит Браза во дворец и передает Гойлу, начальнику тюрьмы. Давно знакома с Бразом и имеет довольно необычные с ним отношения. Есть намёк на то, что она влюблена в него.
Сэйю: Масуми Асано

## Манга
| № | Дата публикации      | ISBN                   |
| - | -------------------- | ---------------------- |
| 1 | 1 мая 2010 года      | ISBN 978-4-04-715433-9 |
| 2 | 4 августа 2010 года  | ISBN 978-4-04-715496-4 |
| 3 | 4 февраля 2011 года  | ISBN 978-4-04-715621-0 |
| 4 | 4 июня 2011 года     | ISBN 978-4-04-715714-9 |
| 5 | 3 декабря 2011 года  | ISBN 978-4-04-120015-5 |
| 6 | 4 июня 2012 года     | ISBN 978-4-04-120285-2 |
| 7 | 4 сентября 2012 года | ISBN 978-4-08-870242-1 |
| 8 | 4 апреля 2013 года   | ISBN 978-4-04-120700-0 |
| 9 | 4 июля 2013 года     | ISBN 978-4-04-120733-8 |

## Критика
Шпик Мич сделал обзор на немецкую версию манги Blood Lad, описав, что специфика сюжета и стиль персонажей во многом схож с известной мангой Soul Eater, поэтому любителям весёлых ужасов данная история должна точно понравиться. Согласно обзору манги на новостном сайте Anime Aura, сюжет манги очень захватывающий и удачно сочетает в себе элементы экшена, приключений и романтической комедии, а стиль манги сам по себе уникален.